# 尼卡特·扎林
尼卡特·扎林（Nikhat Zareen，1996年6月14日—），印度女子拳击运动员，2022年世界女子拳击锦标赛女子52公斤级金牌得主、2023年世界女子拳击锦标赛女子50公斤级金牌得主、2022年亚洲运动会女子50公斤级铜牌得主。